# Neoserica lubrica
Neoserica lubrica är en skalbaggsart som beskrevs av Brenske 1898. Neoserica lubrica ingår i släktet Neoserica och familjen Melolonthidae. Inga underarter finns listade i Catalogue of Life.